# Saint-Romain-le-Preux
Pour les articles homonymes, voir Saint-Romain.
Saint-Romain-le-Preux est une ancienne commune française, située dans le département de l'Yonne en région Bourgogne-Franche-Comté.
Le 1er janvier 2016, elle disparait après sa fusion au sein de la commune nouvelle de Sépeaux-Saint-Romain.

## Géographie
Ce village du centre-ouest de l’Yonne est situé à 13 km de Joigny, d’Aillant-sur-Tholon et de Charny et à 17 km de Saint-Julien-du-Sault, son chef-lieu de canton.
Au sud de l’arrondissement de Sens dont il dépend administrativement, il fait la transition entre le Gâtinais et la Puisaye. La commune est raversée en diagonale par l’autoroute A6, dont la sortie de Sépeaux pour Sens-Auxerre se situe à 300 m du bourg.
Sur la commune de Saint-Romain-le-Preux, la forêt implantée sur des sols argilo-calcaires avec forte présence de silex occupe une place privilégiée. À vocation essentiellement agricole, ce petit village qui comprend 9 hameaux ou lieux-dits compte comme seul commerce une pépinière spécialisée.
Néanmoins depuis une décennie de nombreuses familles viennent s’y installer pour son calme et sa quiétude, et la population augmente régulièrement.

### Lieux-dits et écarts
Les lieux-dits suivis d'une astérisque sont situés à l'écart de la route indiquée.
B
- Les Bourderons*,       Rte de La Ferté (D 3)

C
- Les Chollets,          Rte des Rigots (coteau ouest du Vrin)
- Les Coudrois,          Rte des Gruets (vers le sud)

F
- La Fosse Simon,        Rte de la Fosse Simon (longe l'A6 au sud)

G
- Les Gruets,            Rte des Gruets (vers le sud)

H
- Huche-Pie,             Rte de Huche-Pie

P
- Le Preux,              Rte de la Fosse Simon (longe l'A6 au sud)

R
- Les Raquins,           Rte de La Ferté (D 3)
- Les Rigots,            Rte des Rigots (coteau ouest du Vrin)

S
- Les Sables,            Rte des Gruets (vers le sud)

## Toponymie
Aussi loin que l'on puisse remonter dans le temps, toutes les informations que l'on découvre au sujet du nom de Saint-Romain-le-Preux nous démontrent la complexité de ses origines.
Contrairement à ce qu'on serait tenté de croire, saint Romain n'était pas un preux chevalier qui avait marqué les lieux de son empreinte.
La préposition, lez- ou -le- reliant Saint-Romain à Preux vient du latin latus qui veut dire  « près de ». C'est donc Saint-Romain que l’on situait près de Preux, soulignant par là même la plus grande importance de ce lieu.
Pourtant, aujourd'hui, c'est exactement le contraire. Preux n'est qu'un hameau alors que Saint-Romain est un village avec église, mairie, école.
Preux, doublet de Perreux ou lieu pierreux, se situe dans un petit vallon au pied de l'ancienne voie antique qui allait d'Auxerre à Chartres et sert toujours de limite entre les communes de Saint-Romain et de Sépeaux.
Très anciennement un prieuré y avait été fondé par des moines bénédictins de l'abbaye Sainte-Colombe de Sens (il y existe encore en partie alors que la paroisse a disparu depuis très longtemps). Le prieuré possédait sa maison prieurale, sa chapelle et bénéficiait de donations. Le cimetière (Fossa caementori) donnera, articulé en français, Fosse aimant puis fossément pour devenir finalement « La Fosse Simon ».
Preux est donc, alors, une paroisse. Pourtant la population y demeurera toujours limitée.

## Histoire
Au VIe siècle, Saint Romain († 560), instructeur de Benoît de Nursie à Subiaco, vient d'Italie s'installe comme ermite dans une grotte à Druyes-les-Belles-Fontaines et évanglise la région. Entre 810 et 944 pendant les invasions normandes, ses reliques sont déposées dans le bourg qui va prendre son nom. Nous avons donc deux paroisses inégales, Preux versant beaucoup moins que Saint-Romain à la Grande et à la Petite Demande qui étaient des impôts calculés proportionnellement à leurs populations respectives.
Saint-Romain était donc alors la plus importante des deux communes.
Mais en 1358, quand Robin Canolle envahit la région, Saint-Romain se trouvant sur sa trajectoire est ravagé tandis que Preux est épargné.
Pendant vingt ans Saint-Romain restera en l'état. La paroisse recommencera à fonctionner très lentement à partir de 1391.
Cependant ce n'est qu'en 1453, bien en retard sur la situation qui l'explique, qu'apparaîtra la formule « Saint-Romain-lez-Preux » permettant de localiser Saint-Romain par rapport à Preux.
Et cela demeurera à travers le temps et les événements le nom de notre village.
Il est probable que les moines cisterciens de l’abbaye des Écharlis, à 4,2 km de là près de Villefranche, cohabitaient avec ceux de Preux. Sur certains registres on trouve un accord entre Jacques II Morin, 44e abbé des Echarlis, et Jean du Charmes curé de Saint-Romain ; accord du 11 juillet 1516 qui donne aux religieux la moitié des dîmes de grain et de vin de Saint-Romain.
Une famille auvergnate : les Allègre à la fin du XVe siècle, est à la tête de la châtellenie de Précy-sur-Vrin. Elle va annexer les prévôtés de Sépeaux et Saint-Romain-le-Preux qui ne sont à la fin de la guerre de Cent Ans que misères et ruines.
François d’Allègre, né vers 1460 et dont l’heure de célébrité est la campagne de Naples avec Charles VIII en 1491, se remarie avec sa suzeraine Charlotte de Chalons, comtesse de Joigny. Ils vont vivre tantôt à Joigny, tantôt à Précy-sur-Vrin et participeront à la vie de la vallée comme aucun seigneur ne l’avait fait auparavant.
La fille aînée de François d’Allègre se marie en 1526 après le décès de ses parents avec Antoine II Duprat également auvergnat. Mariage très important entre deux familles riches qui vont régner et participer au développement de la région. Antoine II Duprat meurt en 1557 laissant six enfants d’Anne d’Allègre. Âgée de 50 ans elle se remarie le 3 mai 1559 avec Georges Clermont de Gallerande, seigneur dans le Maine et aussi de la Celle-Saint-Cyr. Ce dernier soutient les premiers prêcheurs calvinistes. Voilà donc le sort de notre village, comme bien d’autres, rattaché à ce capitaine qui va activement  participer aux guerres successives de religion. Connaissant les pratiques dévastatrices de ces détachements plus ou moins encadrés, les habitants de Saint-Romain enfouissent dans le sol pour la cacher la statue de la vierge et l’enfant en 1562. C’est précisément à cette période que disparaît la chapelle de Preux et le mausolée de sainte Alpais à Cudot.
La statue cachée réapparaîtra beaucoup plus tard sous le nom sous le nom de « Notre-Dame des Groseilles », prenant le nom des broussailles dans lesquelles elle séjournait. Elle demeure le seul vestige de la chapelle de Preux. Cette statue fera l’objet de pèlerinages destinés à la guérison des yeux en particulier, sans doute en rapport avec d’anciennes vertus reconnues. On peut la voir dans l’église actuelle datant des Xe et XIe siècles, qui n’était à l’origine qu’une chapelle reliée au monastère de Preux par le chemin des Morts.  
Le 20 septembre 1693, une cloche fut baptisée Marie dans la chapelle qui avait pris le nom de  
"Notre-Dame des Grozelles.   
Après les guerres de religion les épidémies, la peste particulièrement, va décimer la population. À cette époque ce sont des cataclysmes naturels. Début XVIIe la terre de Saint-Romain relevait donc en fief des seigneurs de Précy-sur-Vrin mais les habitants étaient justiciables de la prévôté de Sépeaux qui ressortissait du bailliage de La Coudre. On a le sentiment d’une convalescence irrégulière jusqu’à la Fronde.
Le château seigneurial de Preux, désigné ainsi selon les actes de Maison, a appartenu jusqu’en 1816 à de grandes familles de la région. Il comprenait encore à cette époque 40 ha de terres labourables, 2 ha 50 de prés, 2 ha de bois et 1 ha 50 de vignes.

À l’origine, l’ensemble des bâtiments construits en silex du pays étaient disposés autour d’une grande cour intérieure et formaient un carré presque parfait entouré de hauts murs dont les pans assez importants subsistent encore aujourd’hui. Comme les campagnes étaient peu sûres (pillages, enlèvements avec rançons, incendies), les murs d’enceinte n’étaient percés que par les grandes portes donnant accès à la cour intérieure.
Une échauguette à encorbellement dont la base existe encore portant la date de 1616, située à l’angle Nord-Est, permettait de surveiller les abords de l’ensemble. Il est vraisemblable que toutes les fenêtres des parties habitées ouvraient sur la cour, c’est ultérieurement que des portes et des fenêtres ont été ouvertes sur l’extérieur.
Au XVIIe on parle bien de château : suivant un acte passé le 3 novembre 1677 en présence du seigneur de la Vieille Ferté et de son épouse Marie de Pouliart, établi par Claude Durand sieur de « Sevomond » et de Preux. Le château (terres, bois, vignes et dépendances) avait été acquis le 3 novembre 1676 provenant de demoiselle Louise–Madeleine de Vignon, petite-fille de Pierre de Vignon sieur de Mabrosse, veuve d’Alexandre de Rauvezon.
D’autres actes établissent que le château de Preux a appartenu à des membres des familles de Bouillerot des Taboureaux, et de Bontin des Ormes ou à des parents de celle-ci.
À partir de 1816 il a été divisé en deux ou trois parties appartenant chacune à des familles différentes.
La petite commune est associée à la vie économique et culturelle des villages de Sépeaux et La Ferté Loupière. Une importante association : « Terre à Silex » présidée par Mme Catherine Chevalier regroupe 4 sections : la bibliothèque, la section randonnées, la section histoire patrimoine et architecture et la section jardins. Organisées par les comités de fêtes, plusieurs manifestations animent nos villages. 
Plus indépendante, l’association « Acanthe » regroupe un grand nombre d’artistes de toutes vocations.
Ensemble, avec toutes ces animations il fait bon vivre à Saint-Romain-le-Preux dont les habitants s’identifient au nom pittoresque de « Preux-Romaniens »

## Politique et administration
| Période                                  | Période          | Identité           | Étiquette | Qualité |
| ---------------------------------------- | ---------------- | ------------------ | --------- | ------- |
| Les données manquantes sont à compléter. |                  |                    |           |         |
| 1983                                     | 2014             | Jean-Claude Didout |           |         |
| mars 2014                                | 31 décembre 2015 | Pierre Mathey      |           |         |

## Démographie
L'évolution du nombre d'habitants est connue à travers les recensements de la population effectués dans la commune depuis 1793. À partir du 1er janvier 2009, les populations légales des communes sont publiées annuellement dans le cadre d'un recensement qui repose désormais sur une collecte d'information annuelle, concernant successivement tous les territoires communaux au cours d'une période de cinq ans. 
Pour les communes de moins de 10 000 habitants, une enquête de recensement portant sur toute la population est réalisée tous les cinq ans, les populations légales des années intermédiaires étant quant à elles estimées par interpolation ou extrapolation. Pour la commune, le premier recensement exhaustif entrant dans le cadre du nouveau dispositif a été réalisé en 2007,.
En 2013, la commune comptait 192 habitants, en évolution de +6,67 % par rapport à 2008 (Yonne : −0,46 %, France hors Mayotte : +2,49 %).
| 1793 | 1800 | 1806 | 1821 | 1831 | 1836 | 1841 | 1846 | 1851 |
| ---- | ---- | ---- | ---- | ---- | ---- | ---- | ---- | ---- |
| 405  | 410  | 309  | 391  | 406  | 449  | 453  | 440  | 486  |

| 1856 | 1861 | 1866 | 1872 | 1876 | 1881 | 1886 | 1891 | 1896 |
| ---- | ---- | ---- | ---- | ---- | ---- | ---- | ---- | ---- |
| 495  | 478  | 495  | 448  | 432  | 428  | 430  | 396  | 367  |

| 1901 | 1906 | 1911 | 1921 | 1926 | 1931 | 1936 | 1946 | 1954 |
| ---- | ---- | ---- | ---- | ---- | ---- | ---- | ---- | ---- |
| 303  | 305  | 278  | 208  | 240  | 224  | 229  | 198  | 206  |

| 1962 | 1968 | 1975 | 1982 | 1990 | 1999 | 2007 | 2011 | 2013 |
| ---- | ---- | ---- | ---- | ---- | ---- | ---- | ---- | ---- |
| 205  | 187  | 161  | 164  | 137  | 153  | 178  | 191  | 192  |

## Culture locale et patrimoine

### Lieux et monuments
L'église Saint-Romain n’était à l’origine qu’une chapelle reliée au monastère de Preux par le chemin des Morts. Les piliers sont construits avec le même grès, rare dans la région, que l’on retrouve aux quatre pans du monastère de Preux. D’après certains archéologues seuls les Romains savaient travailler une roche d’une telle dureté et c’est peut-être la un des mystères du « Vieux château » de la forêt d’Argent puisqu’il aurait été démoli pour reconstruire Preux à cette époque. Le reste de cette petite construction est en silex. Son portail unique et cintré datant du XIIe siècle est encadré de deux petites colonnes et précédé d’un porche en charpente (un caquetoire) d’un effet assez pittoresque. Quelques lancettes XIIIe sont également à remarquer. À l’intérieur, une seule nef voûtée en bois est dominée par un clocher en ardoise. 

À droite du maître autel on remarque une statue de saint Vincent, patron des vignerons et à gauche saint Éloi, patron des agriculteurs et des forgerons. Toutes deux sont en bois.
À gauche de la porte d’entrée est fixé un tableau qui représente un saint Éloi peint sur toile en 1775 par Lambinet : peintre connu à cette époque qui était originaire de Sens. Cette œuvre est inscrite à l’inventaire des Objets mobiliers des Monuments historiques ainsi qu’un lutrin du XVIIIe siècle.

### Patrimoine naturel
La commune inclut une zone naturelle d'intérêt écologique, faunistique et floristique (ZNIEFF) : la ZNIEFF des étangs, prairies et forêts du Gâtinais sud oriental vise un habitat d'eaux douces stagnantes ; les autres habitats inclus dans la zone sont des eaux courantes, des prairies humides et mégaphorbiaies, et des bois.
À Saint-Romain-le-Preux, ce sont environ 330 ha qui occupent la partie Est de la commune, avec une pointe jusqu'au Preux (voir carte ci-contre) incluant le bois d'Argent, le reste couvrant le bois de la Rivière et les champs entre les deux bois.

## Pour approfondir